# Pierre Hardy (styliste)
Pour les articles homonymes, voir Pierre Hardy et Hardy.
Pierre Hardy, né à Paris le 1er février 1956, est un créateur de souliers français. Il est reconnu pour ses créations de chaussures aux formes architecturales, ainsi que pour ses sneakers,.

## Biographie

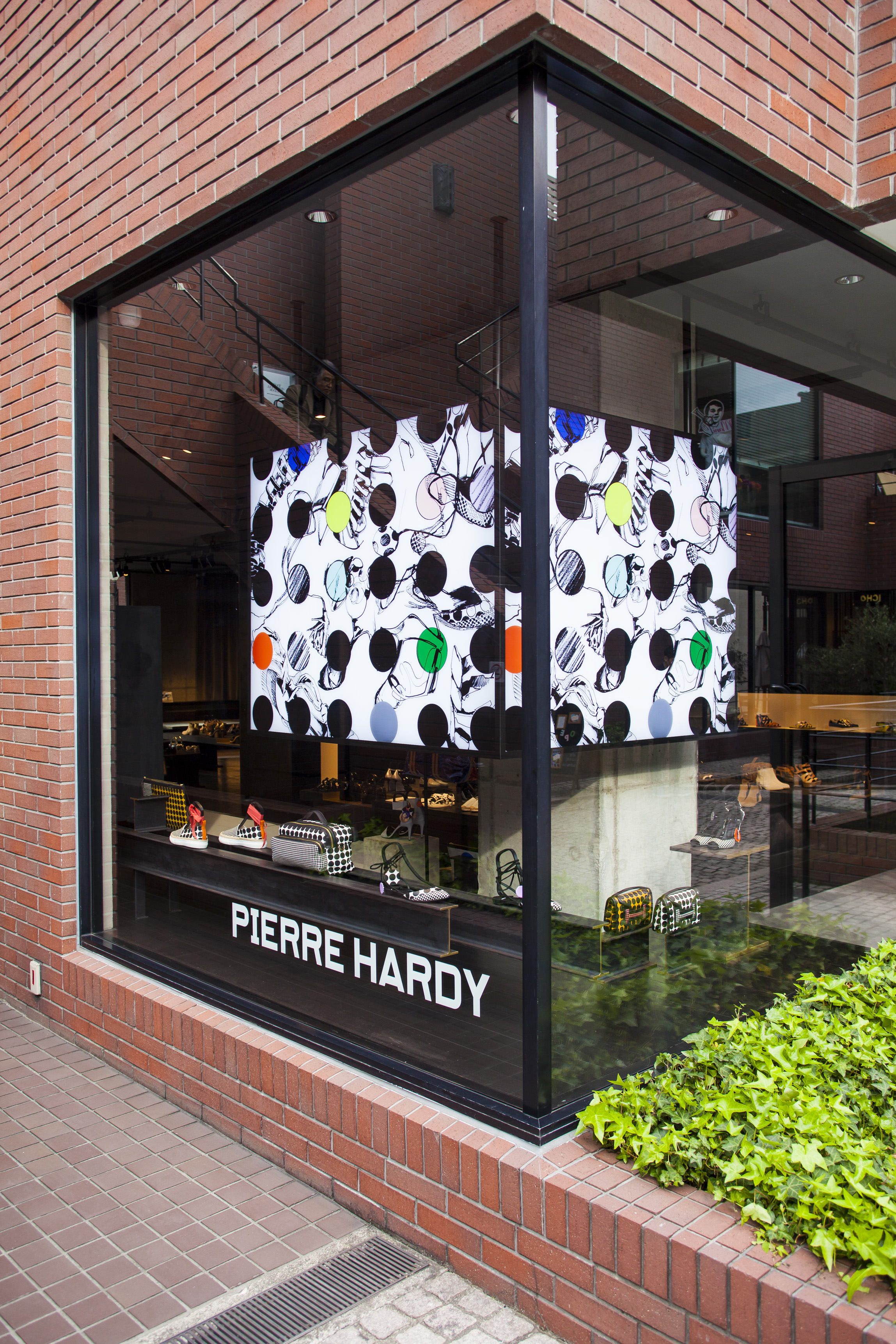
Boutique Pierre Hardy, Aoyama, Tokyo.

Étudiant, Pierre Hardy ancre sa culture artistique et son rapport au corps entre la pratique assidue de la danse et son goût pour le dessin qui le mène à intégrer l'École normale supérieure de Cachan où il obtient une agrégation en arts plastiques.
Son cursus le conduit ensuite vers l’enseignement d'abord de la scénographie à l'école de théâtre (ENSAT) de la rue Blanche, puis à l'École supérieure des arts appliqués Duperré.
À travers la danse et le mouvement, Pierre Hardy découvre la chaussure : « Mon expérience m'a appris comment ajouter un accessoire qui va contraindre le corps, le transformer au sens propre ».
Il entre alors chez Dior  en tant que styliste pour la collection de chaussures féminines et multiplie les aventures artistiques.
Il affine encore son trait de crayon en devenant illustrateur pour Vogue Hommes International et Vanity Fair[réf. souhaitée].
Il est aussi quelques années directeur artistique des défilés du festival international de mode et de photographie d'Hyères à partir de 1992.
En 1990, il devient directeur de création chez Hermès pour les collections de chaussures Femme, puis Homme. Depuis 2001, il dessine aussi les collections de bijouterie pour le sellier.
Enfin, de 2001 à 2012, il travaille chez Balenciaga auprès de Nicolas Ghesquière pour la collection de chaussures.
La maison Pierre Hardy est fondée à l'été 1999. La première collection de chaussures pour femme est lancée au même moment. En 2002 sont successivement lancées les collections Homme et Maroquinerie, puis en 2006, les premières baskets.
Il dispose d'un point de vente à Paris, Galerie de Valois au Palais-Royal. En décembre 2010, il ouvre sa première boutique aux États-Unis, à New York, à Jane Street dans le West Village puis en mars 2016 à Tokyo.
Le 26 novembre 2009, la marque Pierre Hardy devient membre du Comité Colbert.
Le motif « Cube Perspective », lancé en mars 2010 est désormais une signature de l'enseigne Pierre Hardy. Il se décline sous de multiples formes en maroquinerie, pour les baskets ou pour les bijoux.
Le travail de Pierre Hardy a été récompensé de nombreux prix dont celui de « Designer of the year 2006 » qui lui a été attribué par le magazine Footwear News International et celui de « Best Shoes Design 2006 » par le magazine Wallpaper*.
En 2014, la maison célèbre ses 15 ans. À cette occasion le talon 'Monolithe' est créé : un cube dévissé en 4D en référence au cube perspective emblématique de la marque.
En 2017, le magazine The Business of Fashion le compte parmi les 500 personnalités les plus influentes de l'industrie de la mode.
2019 marque 20 ans de création(s) de la maison. L'escarpin Blade est réédité. Caractérisé par une silhouette sculpturale et un talon "lame", il redéfinit l'escarpin classique.

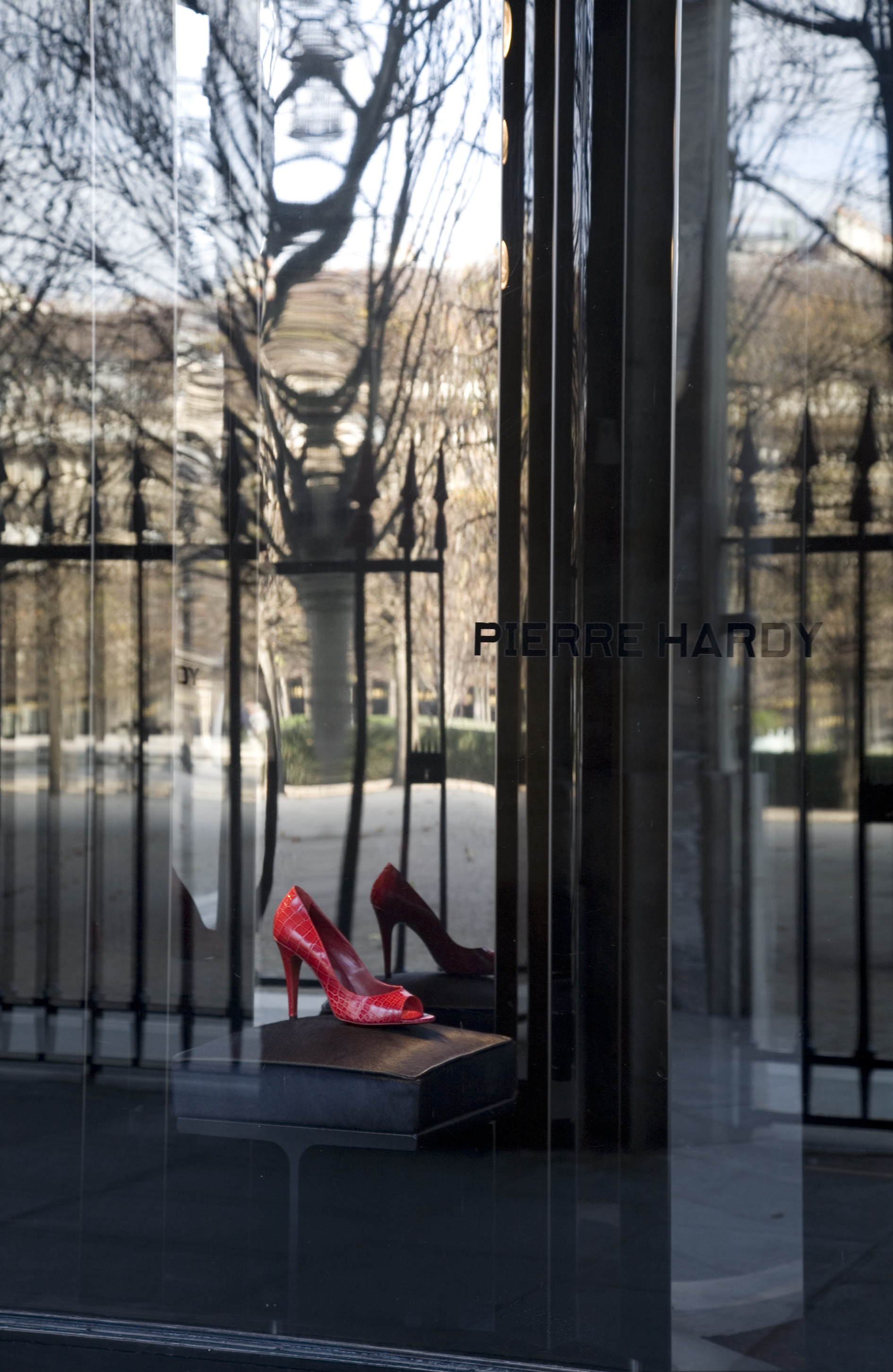
Boutique Pierre Hardy, Jardin du Palais Royal, Paris.

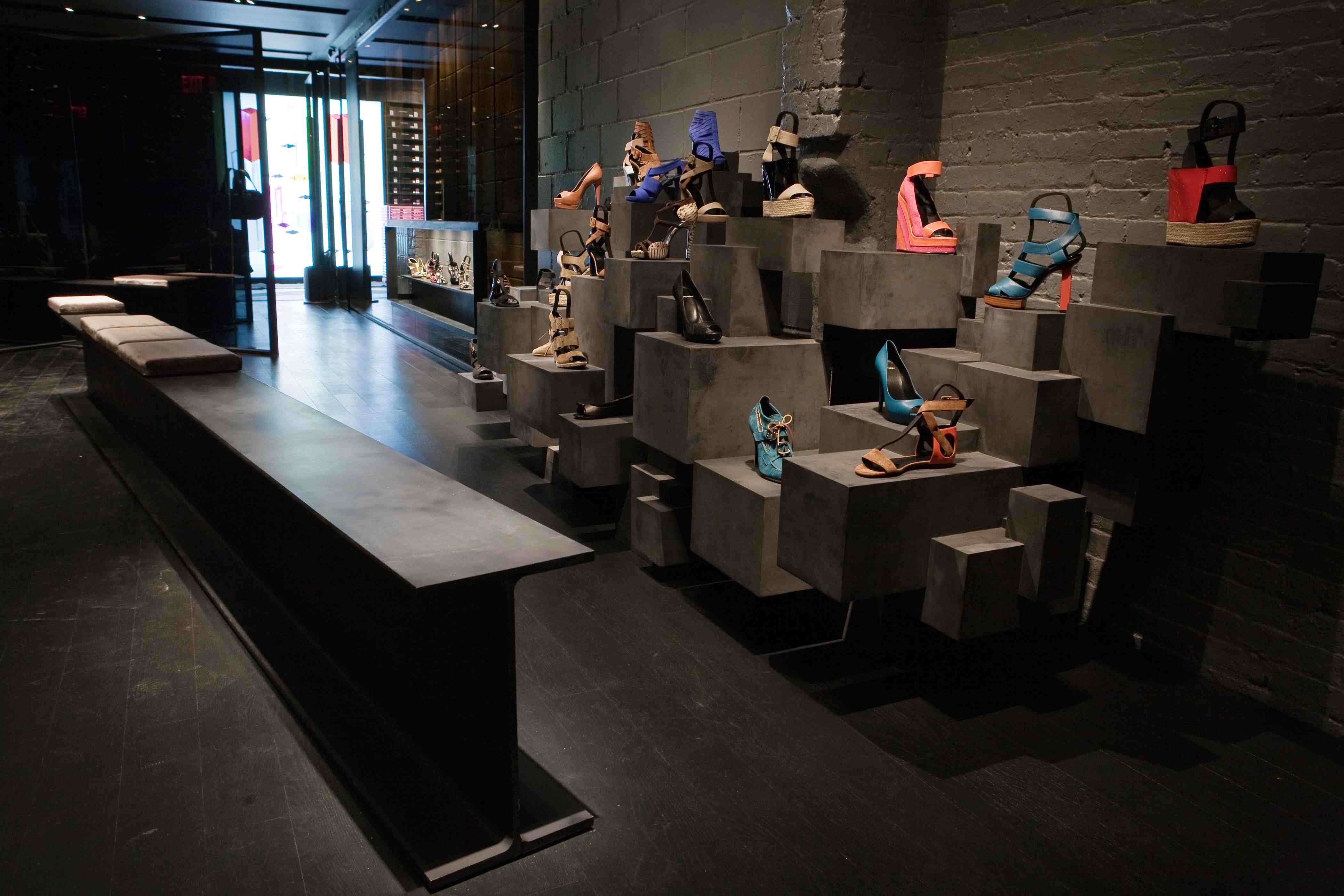
Boutique Pierre Hardy, Jane Street New York.

## La maison: style & inspirations
La maison de chaussures et accessoires est créée à l'été 1999. Le style Pierre Hardy se fait connaître par des silhouettes longilignes, élégantes et des modèles épurés, graphiques et intemporels.
Avant chaque collection, Pierre Hardy prend le temps de dessiner ses idées sur le papier afin de vérifier leur pertinence matérielle. Le dessin se fait écriture de la pensée : « C'est le fil conducteur, c'est primordial. Je mets en traits ce que je vois. C'est l'organisation et la maitrise de mon regard et de ma pensée. »[réf. nécessaire] Pierre Hardy travaille sur les volumes, développe une géométrie radicale. Au-delà des tendances, il recherche des visions graphiques. Il s'inspire des influences qui le nourrissent : design, architecture, art conceptuel,.

## Collaborations
En 2011, Pierre Hardy crée pour Peugeot un « concept-shoe » lié au concept car HX1 de la marque. Réalisée en fibre de carbone, la sandale chromée monocoque combinée à un chausson de conduite « seconde peau » étonne par son look futuriste.
En 2012, c'est à Frédéric Malle qu'il s'associe le temps d'une collaboration. Pierre Hardy redessine pour le parfumeur ses flacons de voyage.
Puis en 2013, Pierre Hardy crée pour la marque de cosmétiques NARS une palette de paires de vernis à ongles, et des blushes reprenant le motif Cube[réf. souhaitée].
Pour la collection hiver 2016, Pierre Hardy et la directrice artistique de Sacai, Chitose Abe, ont dessiné deux versions de bottines.
Pour célébrer le lancement de la première collection Atelier Eté 2017, Pierre Hardy fait appel aux fondateurs du magazine de design espagnol Apartamento. Le directeur Omar Sosa et le photographe Nacho Alegre ont imaginé une série d'images mettant en scène les modèles dans leur cadre de références.
En 2017, Pierre Hardy s'associe avec l'artiste Mathias Kiss et réinventent ensemble la basket Slider en exclusivité pour le lancement du site 24S et Le Bon Marché. L'artiste va alors redorer intégralement la semelle à la feuille d'or pour la renommer "La Slidor". Cette édition limitée de 25 exemplaires est réalisée uniquement pour femme.
C'est aussi en 2018 qu'il collabore avec la marque de Liya Kebede, Lemlem, pour une micro-collection mixant leur univers. Cette collection revisite des classiques de la maison Pierre Hardy, tous rehaussés de matériaux traditionnels d'artisans éthiopiens.
En 2019, la maison s'associe avec le footballeur américain Victor Cruz et élabore une basket mid-top à la semelle tout-terrain nommée V.C.I. Déclinée en trois versions de couleurs, chacune d'elles représente une date-clé de la carrière de l'athlète : V.C.I 1996 - V.C.I 2006 - V.C.I 2012.
2019 marque également les 20 ans de la maison Pierre Hardy. À cette occasion, une collection capsule est développée et est disponible en exclusivité chez Barneys New York.

## Distinctions
En 2012, Pierre Hardy est nommé chevalier de l'ordre des arts et des lettres puis, trois ans après, chevalier de la Légion d'honneur au titre de 35 ans de services.

## Ouvrage
- Eric Troncy et Pierre Hardy, Success is a job in Paris, Bernard Chauveau Éditeur, coll. « Les Cahiers », mars 2007, 52 p. (ISBN 2915837139).